# Hellveto
Hellveto är ett Pagan/Black metal band från Ostrołęka, Polen, grundat 1995. Bandet är ett enmansband och tillhör den så kallade undergroundscenen. Bandet kännetecknas främst för sin hårda black metal med kraftiga episka och orkestrala influenser, men även för sin höga produktivitet. Bandet släpper i genomsnitt 1-3 album per år. Samtliga texter sjungs på polska. Bandet bytte namn till Neoheresy 2014.

## Medlemmar
L.O.N (Filip Mrowiński aka F) – sång, gitarr, basgitarr, trummor, keyboard

## Diskografi

### Som Hellveto
Demo
- Hellveto (första version) (1996)
- Winterforest (1998)
- Horned Sky (1999)
- Medieval Scream (2000)
- Shadow of the Blue (2000)
- Hellveto (2001)

Studioalbum
- Autumnal Night (2002)
- Medieval Scream (2003)
- Zemsta (2003)
- In Arms of Kurpian Phantom(2004)
- Klątwa (2005)
- Prelude to Dying (2005)
- Zmierzch (2006)
- In the Glory of Heroes (2006)
- Stos (2006)
- 966 (2007)
- Neoheresy (2008)
- Od południa na północ... (2009)
- Kry (2009)
- Wiara, nadzieja..., potępienie (2010)
- Damnaretis (2012)

EP
- My Eternal Hegemony... (2002)

Samlingsalbum
- Shadow of the Blue / My Eternal Hegemony (2005)
- Visions from the Past / Stony (2006)
- Crusade / Autumnal Night (2007)
- Galeon and Hellveto (2007)
- Unreleased Tracks (2015)

### Som Neoheresy
Studioalbum
- Noc która dniem się stała (2014)
- Talionis (2015)
- Potop (2016)
- Obława (2016)
- Roda (2018)

EP
- Wyrocznia (2015)